# Pantà de Canelles
El pantà de Canelles és un embassament que pertany al riu Noguera Ribagorçana, creat per una presa situada entre els municipis d'Os de Balaguer (vora el poble de Blancafort de l'antic terme de Tragó de Noguera) i Estopanyà.
La làmina d'aigua de l'embassament afecta l'àmbit dels actuals termes municipals d'Estopanyà i Viacamp i Lliterà (antics pobles de Finestres, Fet i Montfalcó) a la comarca de la Ribagorça (Aragó); i Os de Balaguer i Àger a la comarca de la Noguera, i Sant Esteve de la Sarga al Pallars Jussà (Catalunya).
La presa és del tipus de volta de doble curvatura. Fa 150 m d'alt, 80 d'ample a la base i 210 en la coronació.